# مسجد زاوية (تبريز)
مسجد زاوية هو مسجد تاريخي يعود إلى عصر الدولة الإلخانية والقاجاريون، ويقع في تبريز.